# Linie M2 (Metró Budapest)
Die Linie M2 mit der Kennfarbe Rot ist die zweitälteste Linie der Metró in der ungarischen Hauptstadt Budapest.

## Geschichte
Die erste Großprofillinie Budapests wurde nach sowjetischem Vorbild so tief gebaut, dass die Strecke und die Stationen im Kriegsfall als Luftschutzbunker dienen können. Geplant war sie schon 1942, doch begannen die Bauarbeiten kriegsbedingt erst 1950. Es folgte ein Baustopp in den Jahren 1954–1963, erst danach wurden die Bauarbeiten fortgesetzt. Am 2. April 1970 wurde ein erster Teil zwischen Örs vezér tere und Deák Ferenc tér freigegeben. Zwei Jahre später wurde der restliche Teil bis zum Südbahnhof fertiggestellt. Die Verbindung wurde anfangs nur Metró (M) beziehungsweise ab 1976 Kelet-Nyugati Vonal (Ost-West-Linie) genannt, bevor sie 1978 ihre heutige Bezeichnung erhielt.

## Betrieb
Heute verbindet die M2 den Südbahnhof in Buda mit dem Örs vezér tere in Pest bei einer Fahrzeit von 18 bis 19 Minuten. Sie ist 10,3 Kilometer lang und bedient elf Stationen. Die Linie führt an Puskás Aréna, Ostbahnhof, Deák Ferenc tér, Parlament und Batthyány tér vorbei. Zwischen 2004 und 2008 wurden die Stationen erneuert und 2010 die Schienen gewechselt, um neue Fahrzeuge von Alstom einsetzen zu können.
Die Linie kreuzt alle drei anderen Metrolinien Budapests, die M1 und M3 am größten U-Bahnhof am Deák Ferenc tér und die Linie M4 am Ostbahnhof. Zudem gibt es Verbindungen zur Vorortbahn HÉV, an der Station Batthyány tér nach Szentendre und an der Station Örs vezér tere nach Gödöllő beziehungsweise Csömör.

## Galerie

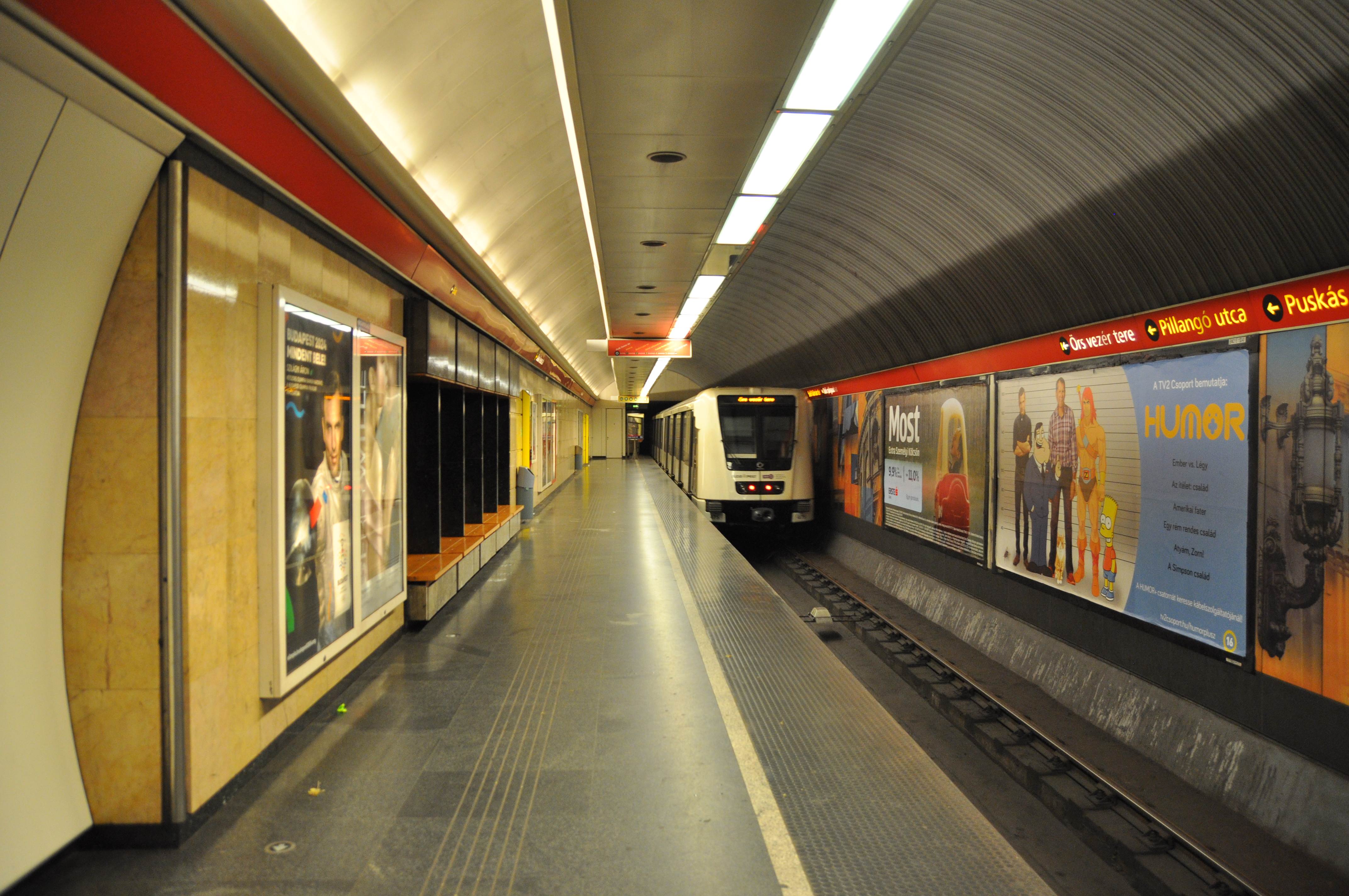
Station Deák Ferenc tér
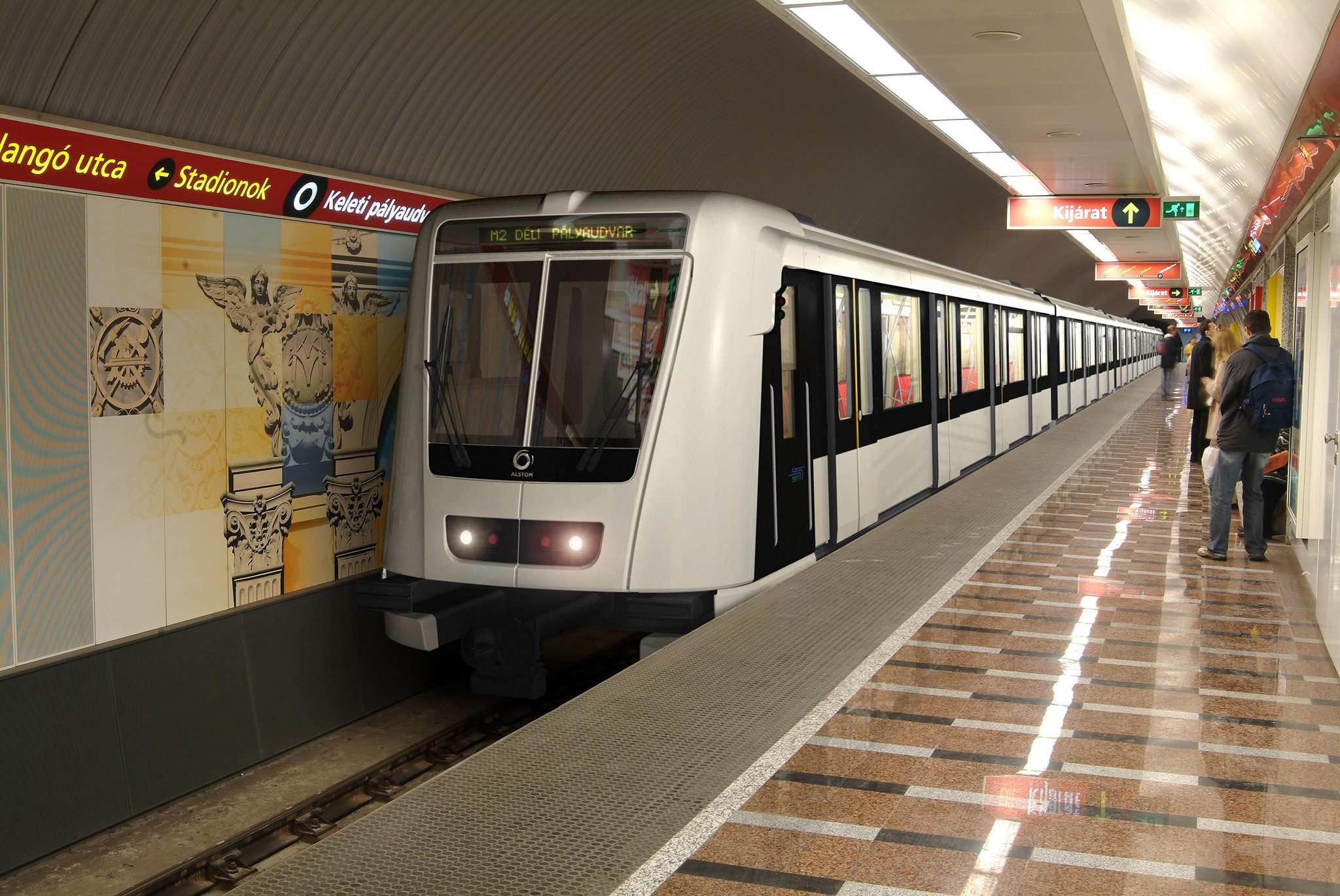
Zug in der Station Keleti pályaudvar
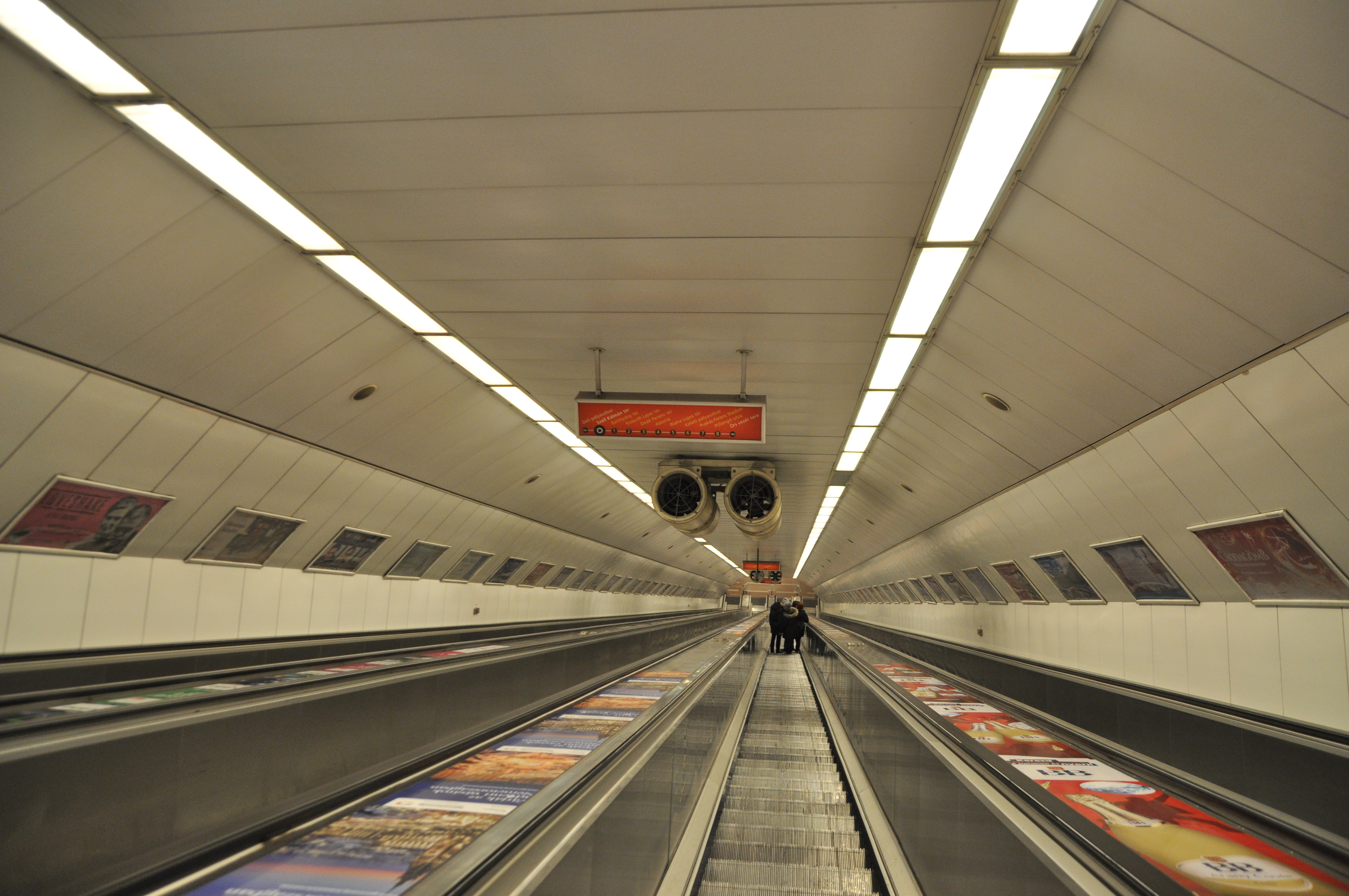
Rolltreppen an der Station Széll Kálmán tér